# Mats Larsson
Mats Anders Larsson (* 15. července 1957, Allerum) je švédský lingvista, bohemista a překladatel.

## Biografie

### Studium a profesní kariéra
Doktorát získal roku 1992 ve skandinávských jazycích. Je zaměstnancem Ústavu tlumočení a překladu, který je součástí Institutu švédštiny a mnohojazyčnosti na Stockholmské univerzitě.

### Překladatelská a zájmová činnost
Překládá především z češtiny do švédštiny. Švédským čtenářům zpřístupňuje díla českých spisovatelů, např. Bohumil Hrabal, Emil Hakl, Jan Balabán nebo Patrik Ouředník. Tři překladatelé Mats Larsson, Tora Hedin a Lova Meister založili ve Stockholmu v roce 2010 nakladatelství Aspekt förlag, které vydává současnou českou literaturu ve švédštině.

## Překlady českých autorů
- 1988 - Bohumil Hrabal, När seklet var kort (Postřižiny), Pegas, ISBN 91-7784-010-0
- 1989 - Markéta Prachatická, Sagan om den lilla katten, den lilla musen och den lilla hönan (O kočičce, myšičce a červené slepičce), Pegas, ISBN 91-7784-035-6
- 1990 - Bohumil Hrabal, Novemberorkanen (Listopadový uragán + Živoucí řetězy), Charta 77-stiftelsen
- 1990 - Štěpán Zavřel, Det sista trädet (Der letzte Baum), Pegas, ISBN 91-7784-067-4
- 1991 - Miloslav Topinka, Martins rymdfärd (Martin a hvězda), Pegas, ISBN 91-7784-068-2
- 1992 - Bohumil Hrabal, Danslektioner för äldre och försigkomna (Taneční hodiny pro starší a pokročilé), Orbis Pictus, ISBN 91-88283-05-4
- 1998 - Jiří Levý, Konsten att översätta (Umění překladu), Natur och kultur, ISBN 91-27-07249-5
- 2002 - Bohumil Hrabal, Harlekins millioner (Harlekýnovy milióny), Östlings Bokförlag Symposion, ISBN 91-7139-574-1
- 2005 - Patrik Ouředník, Europeana: Kortfattad historia om nittonhundratalet (Europeana. Stručné dějiny dvacátého věku), Natur och kultur, ISBN 91-27-11033-8
- 2006 - Bohumil Hrabal, Den ljuva sorgen (Krasosmutnění), Östlings Bokförlag Symposion, ISBN 91-7139-752-3
- 2007 - Bohumil Hrabal, Breven till Dubenka (Listopadový uragán + Ponorné říčky), Ruin, ISBN 978-91-85191-31-4
- 2008 - Jana Witthed, Kristallandets skeppsbrutna (Trosečníci křišťálové země), Östlings Bokförlag Symposion, ISBN 978-91-7139-826-0
- 2009 - Tjeckien berättar: i sammetens spår (femton noveller), Bokförlaget Tranan, ISBN 978-91-86307-04-2
- 2010 - Emil Hakl, Föräldrar och barn (O rodičích a dětech), Aspekt förlag, ISBN 978-91-979100-1-9
- 2012 - Jan Balabán, Fråga pappa (Zeptej se táty), Aspekt förlag, ISBN 978-91-979100-4-0
- 2014 - Bohumil Hrabal, Den lilla staden där tiden stannade (Městečko, kde se zastavil čas), Aspekt förlag, ISBN 978-91-979100-6-4